# رئيس رواندا

يسرد هذا المقال رؤساء رواندا منذ إنشاء المنصب في عام 1961 (وقت الثورة الرواندية) حتى يومنا هذا.
رئيس رواندا هو رئيس الدولة ورئيس السلطة التنفيذية لجمهورية رواندا. ينتخب الرئيس كل سبع سنوات عن طريق التصويت الشعبي، ويعين رئيس الوزراء وجميع أعضاء مجلس الوزراء الآخرين.
كان هناك حد لفترتين للرئيس في دستور رواندا. سمح الاستفتاء الدستوري في عام 2015 لبول كاغامي بولاية ثالثة مدتها سبع سنوات والقدرة على الترشح لفترتين أخريين مدة كل منهما خمس سنوات بعد ذلك.

## القائمة
الأحزاب السياسية
| No.                            | الصورة                         | الاسم (الميلاد–الوفاة)            | الانتخابات                     | الفترة                         | الفترة                         | الفترة                         | المجموعة العرقية               | الحزب السياسي                  | الحزب السياسي                                                     | رئيس الوزراء ‏                               | المرجع                         |
| No.                            | الصورة                         | الاسم (الميلاد–الوفاة)            | الانتخابات                     | استلم المنصب                   | ترك المنصب                     | المدة                          | المجموعة العرقية               | الحزب السياسي                  | الحزب السياسي                                                     | رئيس الوزراء ‏                               | المرجع                         |
| رواندا (جزء من رواندا-أوروندي) | رواندا (جزء من رواندا-أوروندي) | رواندا (جزء من رواندا-أوروندي)    | رواندا (جزء من رواندا-أوروندي) | رواندا (جزء من رواندا-أوروندي) | رواندا (جزء من رواندا-أوروندي) | رواندا (جزء من رواندا-أوروندي) | رواندا (جزء من رواندا-أوروندي) | رواندا (جزء من رواندا-أوروندي) | رواندا (جزء من رواندا-أوروندي)                                    | رواندا (جزء من رواندا-أوروندي)              | رواندا (جزء من رواندا-أوروندي) |
| ------------------------------ | ------------------------------ | --------------------------------- | ------------------------------ | ------------------------------ | ------------------------------ | ------------------------------ | ------------------------------ | ------------------------------ | ----------------------------------------------------------------- | ------------------------------------------- | ------------------------------ |
| —                              |                                | Dominique Mbonyumutwa (1921–1986) | —                              | 28 يناير 1961                  | 26 أكتوبر 1961                 | 271 أيام                       | هوتو                           |                                | Parmehutu                                                         | Kayibanda                                   |                                |
| 1                              | Grégoire Kayibanda             | Grégoire Kayibanda (1924–1976)    | 1961                           | 26 أكتوبر 1961                 | 1 يوليو 1962                   | 248 أيام                       | هوتو                           |                                | Parmehutu                                                         | هو نفسه                                     |                                |
| جمهورية رواندا                 |                                |                                   |                                |                                |                                |                                |                                |                                |                                                                   |                                             |                                |
| (1)                            | Grégoire Kayibanda             | Grégoire Kayibanda (1924–1976)    | 1965 1969                      | 1 يوليو 1962                   | 5 يوليو 1973 (خلع)             | 11 سنوات و4 أيام               | هوتو                           |                                | Parmehutu                                                         | المنصب شاغر                                 | [ 5 ] [ 6 ]                    |
| 2                              | Juvénal Habyarimana            | Juvénal Habyarimana (1937–1994)   | 1978 ‏ 1983 ‏ 1988 ‏              | 5 يوليو 1973                   | 6 أبريل 1994 (اغتيل)           | 20 سنوات و275 أيام             | هوتو                           |                                | National Republican Movement for Democracy and Development /عسكري | Nsanzimana Nsengiyaremye أغاتي يوينجلييمانا | [ 7 ]                          |
| —                              |                                | Théodore Sindikubwabo (1928–1998) | —                              | 8 أبريل 1994                   | 19 يوليو 1994 (خلع)            | 102 أيام                       | هوتو                           |                                | National Republican Movement for Democracy and Development        | جان كامباندا                                |                                |
| 3                              | Pasteur Bizimungu              | Pasteur Bizimungu (مواليد 1950)   | —                              | 19 يوليو 1994                  | 23 مارس 2000 (استقال)          | 5 سنوات و248 أيام              | هوتو                           |                                | الجبهة الوطنية الرواندية                                          | Twagiramungu Rwigema برنارد ماكوزا ‏         | [ 8 ]                          |
| 4                              | Paul Kagame                    | Paul Kagame (مواليد 1957)         | —                              | 24 مارس 2000                   | 22 أبريل 2000                  | 25 سنوات و0 أيام               | توتسي                          |                                | الجبهة الوطنية الرواندية                                          | بيير هابوموريمي ‏ Murekezi إدوارد نجيرينتي   | [ 9 ]                          |
| 4                              | Paul Kagame                    | Paul Kagame (مواليد 1957)         | 2003 ‏ 2010 2017 2024           | 22 أبريل 2000                  | في المنصب                      | 25 سنوات و0 أيام               | توتسي                          |                                |                                                                   | بيير هابوموريمي ‏ Murekezi إدوارد نجيرينتي   | [ 9 ]                          |

## الانتخابات الأخيرة
| المرشح                          | المرشح                          | الحزب                           | الأصوات   | %      |
| ------------------------------- | ------------------------------- | ------------------------------- | --------- | ------ |
|                                 | بول كاغامه                      | الجبهة الوطنية الرواندية        | 8٬822٬794 | 99.18  |
|                                 | فرانك هابينيزا                  | حزب الخضر الديمقراطي            | 44٬479    | 0.50   |
|                                 | فيليب مباييمانا                 | مستقل                           | 28٬466    | 0.32   |
| المجموع                         | المجموع                         | المجموع                         | 8٬895٬739 | 100.00 |
|                                 |                                 |                                 |           |        |
| الأصوات الصحيحة                 | الأصوات الصحيحة                 | الأصوات الصحيحة                 | 8٬895٬739 | 99.86  |
| الأصوات الباطلة والفارغة        | الأصوات الباطلة والفارغة        | الأصوات الباطلة والفارغة        | 12٬137    | 0.14   |
| مجموع الأصوات                   | مجموع الأصوات                   | مجموع الأصوات                   | 8٬907٬876 | 100.00 |
| الناخبين المسجلين ومعدل الإقبال | الناخبين المسجلين ومعدل الإقبال | الناخبين المسجلين ومعدل الإقبال | 9٬071٬157 | 98.20  |
| المصدر: NEC                     |                                 |                                 |           |        |